# Cecilia Gallerani
Cecilia Gallerani (Milano, 1473 – San Giovanni in Croce, 1536), giovanissima, divenne amante del duca Ludovico il Moro, da cui generò un figlio maschio, Cesare Sforza, ottenendo come premio la donazione del feudo di Saronno. Buona conoscitrice del latino e frequentatrice di poeti e letterati, fu poetessa ella stessa, ma la sua fama è dovuta essenzialmente al fatto che posò per Leonardo da Vinci, che la immortalò in un suo ritratto. Quest'ultimo è stato identificato con la famosa Dama con l'ermellino, oggi custodito al Museo Czartoryski di Cracovia. Sposò il conte Ludovico Carminati di Brembilla.

## Biografia

### Nascita

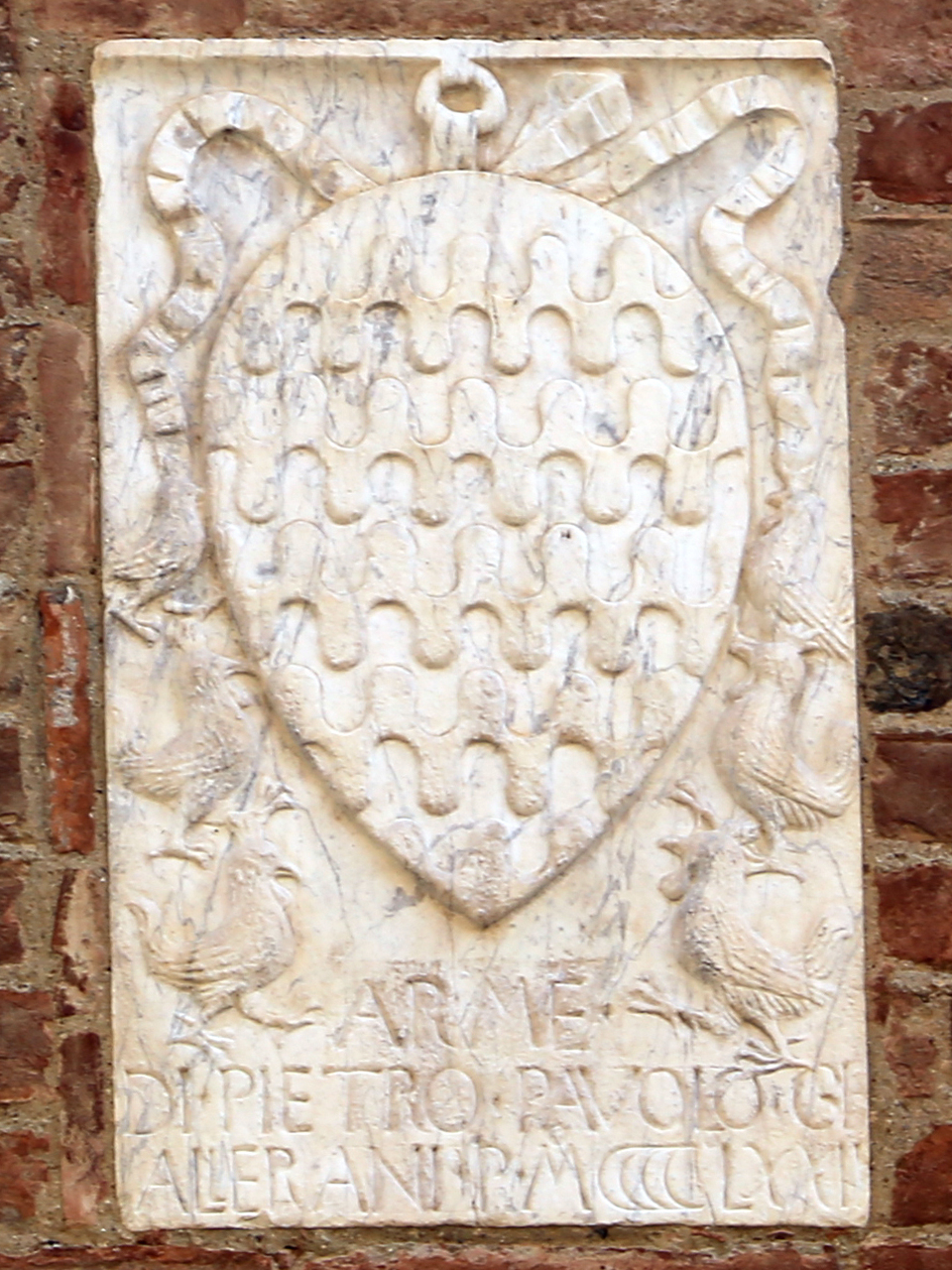
Stemma di Pietro Paolo Gallerani (1472) sulla facciata del Palazzo Podestarile di Buonconvento

Cecilia Gallerani nacque nei primi mesi del 1472 o del 1473 a Milano, con molta probabilità nella casa familiare situata nella parrocchia della Basilica di San Simpliciano. I suoi genitori erano Fazio Gallerani e Margherita Busti, che dal 1455 vivevano in quella parrocchia milanese. Discendeva per parte paterna da una famiglia originaria di Siena e trapiantatasi a Milano. Aveva una sorella, Zaneta, e ben sei fratelli (Sigerio, Ludovico, Giovanni Stefano, Federico, Giovanni Francesco e Giovanni Galeazzo).
Sua madre Margherita era figlia di Lorenzo Busti, che era un dottore in legge, ed era sorella di Bernardino Busti, che era un monaco dell'Ordine dei Frati Minori (Francescani), precisamente della famiglia francescana degli Osservati.
Suo padre Fazio, dottore in legge, discendeva da una famiglia del patriziato senese, i Gallerani, che si trasferirono da Siena a Milano con Sigerio Gallerani, padre di Fazio e nonno di Cecilia. Sigerio dovette abbandonare la patria poiché, a causa della sua fedeltà al partito ghibellino, entrò in contrasto con i suoi stessi parenti, che abbracciavano invece l'opposto partito guelfo. Ma a Milano, a differenza di Siena, i Gallerani non furono ascritti al patriziato cittadino se non prima del 1670. Fazio svolse il ruolo di ambasciatore per Milano prima a Firenze (1467) e poi a Lucca (1470), ottenendo inoltre l'esenzione totale da tutte le tipologie di imposte dal duca Francesco Sforza (l'esenzione venne confermata nel 1468 dalla duchessa Bianca Maria Visconti).

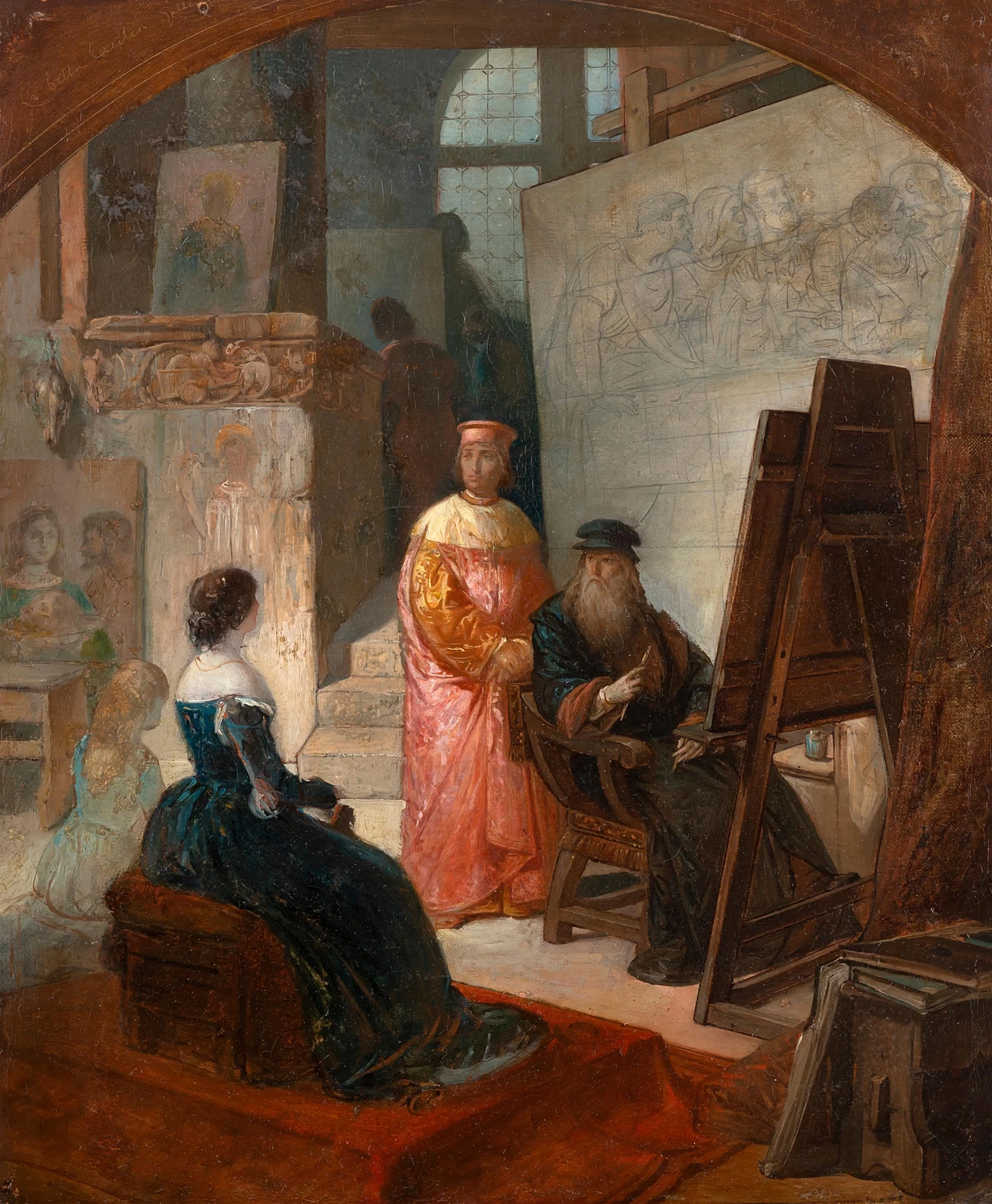
La bella Cecilia Gallerani dipinta da Leonardo da Vinci alla presenza di Ludovico il Moro, Cherubino Cornienti.

Il padre morì il 5 dicembre 1480, lasciando alla moglie la tutela degli otto figli. Non particolarmente ricco e possessore di alcuni terreni a Carugate, Fazio lasciò i suoi averi per testamento (29 novembre 1480) ai sei figli maschi, designati tutti eredi universali, mentre alle due figlie femmine lasciò 1000 ducati ciascuna.

### Accordo matrimoniale con i Visconti
Nel 1483 Cecilia, che ha dieci anni, viene promessa dalla madre Margherita in sposa a Giovanni Stefano Visconti di Crenna, figlio di Francesco Visconti e Ginevra Corti, più grande di lei di ben ventiquattro anni. Le nozze premature vennero stabilite per evitarle la vita monastica, allora normale consuetudine per le figlie femmine che non si sposavano.
Cecilia avrebbe dovuto convolare a nozze al compimento dei suoi dodici anni, ma questo matrimonio non verrà mai più celebrato. Infatti, per ragioni oscure, l'attesa delle nozze si prolungò per anni, fino a quando la promessa non venne sciolta formalmente nel 1487. Questa unione mancata potrebbe essere spiegata dal presentarsi di un più allettante partito per i Gallerani, l'ancora scapolo Ludovico Sforza, detto il Moro.
Vincenzo Calmeta, segretario di Beatrice d'Este, traccia una breve biografia di Cecilia, dicendo che, non potendo i suoi parenti combinarle un matrimonio convenevole alla sua posizione a causa della ristrettezza finanziaria, "piccolina la messero [misero] in un monastero, dove ella crescendo in tempo e in virtute, pervenne la fama delle sue bellezze e maniere sue all'orecchie di Lodovico Sforza, il quale, essendo senza mogliere né ancora assunto al Ducato di Milano, s'innamorò della fama di questa giovinetta".

### Amante di Ludovico Sforza, detto il Moro

#### Rapporti tra i Gallerani e il Moro e inizio della relazione amorosa

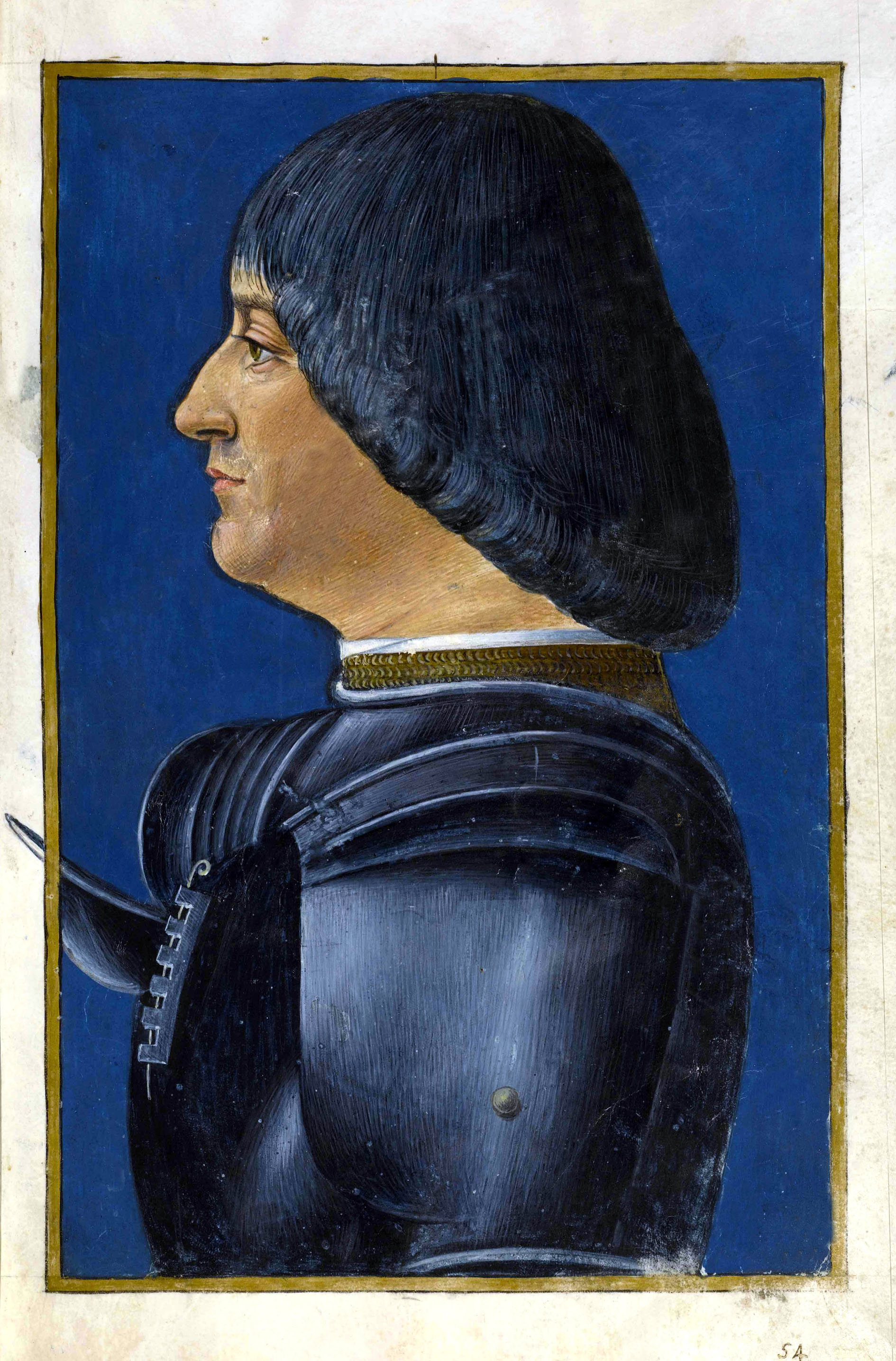
Ritratto di Ludovico il Moro in armatura, miniatura ad opera di Giovanni Ambrogio de Predis dalla Grammatica Latina di Elio Donato, 1496 (Biblioteca Trivulziana, Milano)

Ludovico era il quartogenito dei sei figli maschi dei duchi milanesi Francesco Sforza e Bianca Maria Visconti, ma è meglio noto con l'appellativo di "Moro", poiché era scuro di carnagione e aveva occhi e capelli di colore nero. Il Moro, amante delle lettere e con una grande predisposizione verso la politica e il governo, venne inizialmente relegato a trascorrere una vita marginale come personaggio secondario; questo almeno fino a quando, il 26 dicembre 1476, non venne assassinato il fratello maggiore Galeazzo Maria Sforza. Il nuovo governo venne affidato alla vedova Bona di Savoia, come reggente per il figlio minorenne Gian Galeazzo Maria Sforza, e al consigliere Cicco Simonetta; ma il cripto-governo del Simonetta venne malvisto e così, dopo una serie di burrascose vicende, nel 1480 il Moro riuscì a farsi proclamare egli stesso reggente, divenendo de facto il nuovo duca di Milano (poi de iure dal 1494). Dal 1479 il Moro aveva anche ottenuto il Ducato di Bari dal re napoletano Ferdinando I d'Aragona.
Non è noto quando avvenne di preciso il primo incontro tra Cecilia e il Moro, ma è noto che i Gallerani appartenevano a quelle famiglie che costituivano l'apparato burocratico della corte degli Sforza e, inoltre, rapporti diretti tra la famiglia e il Moro sono documentati già dal 1489. Infatti, al maggio di quell'anno risale una petizione firmata e depositata a corte da Cecilia e dai fratelli, nella quale, vista la situazione economica familiare poco stabile, chiedono di tornare proprietari delle terre di cui sono eredi e che, probabilmente, vennero confiscate quando il padre era ancora in vita; il motivo di mettere in atto questa operazione poteva essere dovuto al fatto che i Gallerani si sentissero probabilmente forti del solido appoggio del Moro. Ancora, sempre nel giugno di quell'anno, il Moro dovette egli stesso intervenire personalmente per fare da paciere tra la famiglia dei Gallerani e quella dei Taverna, ponendosi a favore di Sigerio Gallerani, fratello di Cecilia, anche se fu proprio quest'ultimo ad aver causato i dissidi, poiché s'era macchiato dell'omicidio di un membro familiare dei Taverna. Infine, è importante notare che, al momento della suddetta petizione, Cecilia non era più dimorante nella casa paterna, ma risulta domiciliata in una non meglio specificata abitazione situata nella parrocchia del Monastero Nuovo; quest'ultima dimora potrebbe essere il luogo predisposto dal Moro per i suoi incontri amorosi con la giovane Cecilia.
Al 1489, infatti, Cecilia ha solo sedici anni ed è ancora nubile, perciò il fatto che vivesse indipendentemente in un'altra casa, diversa da quella paterna, e senza che si vedesse costretta a rifugiarsi in un convento per proseguire gli studi, denota già la presenza del Moro nella sua vita. E lo stesso Moro era ancora celibe a quel tempo, poiché si sposerà solo il 17 gennaio 1491 a Pavia con l'allora quindicenne Beatrice d'Este, figlia del duca Ercole I d'Este e sorella di Isabella d'Este e Alfonso I d'Este (futuro duca di Ferrara).
Prendendo a esame una lettera del luglio 1484 (o 1485) in cui Ludovico racconta "del piacere ch'io prehendo già alchuni dì fa cum una giovane milanese, notabile de sangue, honestissima et formossa quanto più havesse possuto desiderare", sorella di un Galeazzo Gallerani, alcuni storici hanno supposto che la relazione con la giovanissima Cecilia, all'incirca quattordicenne, fosse cominciata proprio in quei giorni. Del resto la sorella maggiore Zanetta era già amante di Luigi Terzago, presunto figlio bastardo del condottiero Jacopo Piccinino, nonché segretario del Moro. Quest'ultimo avrebbe senz'altro avuto modo, tramite il proprio segretario, di scoprire già allora la bellezza dell'adolescente Cecilia.

#### Vita alla corte degli Sforza
Ma anche all'avvicinarsi delle nozze ducali e dopo l'unione del Moro con la principessa estense, la relazione tra lui e la Gallerani non si arrestò. Secondo il Calmeta, Ludovico, finché non si sposò, la trattava con tutte quelle premure e quegli onori "che non a femina, ma a mogliere [moglie] sariano state convenienti".
È databile intorno al 1490 la presenza ufficiale di Cecilia alla corte sforzesca e notizie fondamentali sulla sua vita cortigiana sono ricavate dai resoconti di Giacomo Trotti, un notaio, funzionario e amministratore alla corte degli Este e appartenente ad una delle antiche trentaquattro famiglie nobili che contribuirono alla fondazione di Ferrara. Il Trotti era stato inviato dal duca Ercole I come ambasciatore estense alla corte del Moro, dopo che la sua famiglia, che era riuscita a costruire un vero impero economico e un potere smisurato, nel 1482 era divenuta il duro bersaglio della rabbia del popolo ferrarese, che unanimemente riconosceva nei Trotti i colpevoli degli insopportabili disagi economico-istituzionali e il casus belli, per convenienza personale, della scesa in guerra dello Stato contro la Repubblica di Venezia.

Giacomo Trotti fu a Milano già dal 17 maggio 1482 e qui riuscì a intrecciare una fitta rete di relazioni e ad entrare nelle grazie dello Sforza. Fu proprio il Trotti a gestire, con Eleonora d'Aragona, le trattative che portarono a firmare il contratto matrimoniale fra il Moro e la futura moglie. La presenza di Cecilia a corte è testimoniata da una lettera dello stesso ambasciatore, risalente all'estate 1489, in cui attribuisce la causa di un certo malessere del Moro al "troppo coito di una sua puta che prese presso di sé, molto bella, parecchi dì fa, la quale gli va dietro dappertutto, e le vuole tutto il suo ben e gliene fa ogni dimostrazione". Il termine "puta", ossia "bambina", indica che Cecilia dovesse essere ancora giovanissima, appunto sedicenne. In una lettera datata 8 novembre 1490, Giacomo spiegò al duca di Ferrara le proprie congetture sul perché Ludovico, prendendo come scusa le difficoltà del viaggio, insistesse affinché la suocera Eleonora rimanesse a Ferrara e non accompagnasse, come previsto, la figlia Beatrice a Milano: secondo l'ambasciatore, Ludovico insisteva per evitare che la suocera si opponesse alla presenza in castello di Cecilia, "a la quale il vole tuto il suo bene, et è gravida et bella come un fiore". Cecilia, infatti, era in attesa di un primo figlio. Nondimeno l'ambasciatore rassicurava il duca dicendo che non c'era da preoccuparsi, in quanto il Moro se ne sarebbe stancato presto da sé, senza bisogno di fargli troppe pressioni.

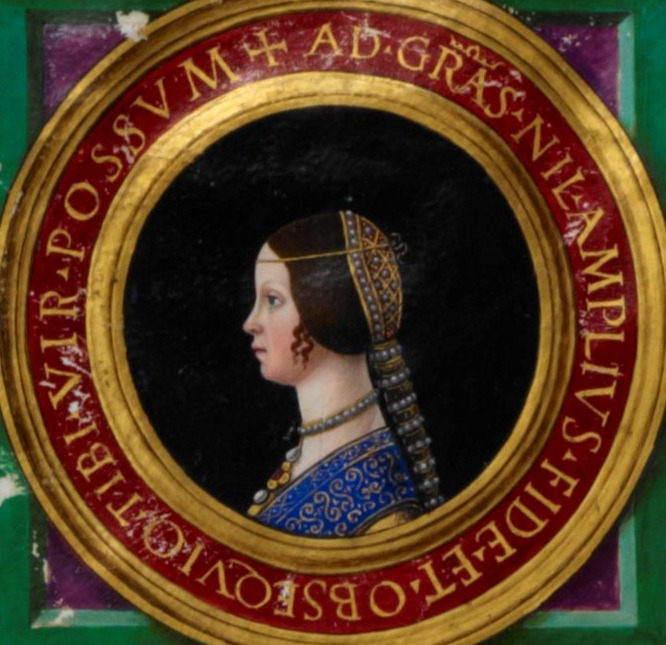
Miniatura di Beatrice d'Este, opera presumibilmente di Giovanni Pietro Birago, contenuta nel diploma di donazione del 28 gennaio 1494, oggi conservato alla British Library di Londra, col quale il marito la infeudava di numerose terre.

All'arrivo della sposa a Milano si venne a creare una situazione incresciosa, poiché Ludovico non riuscì a consumare il matrimonio la prima notte di nozze, né in quelle successive. La mancanza non derivava da lui, bensì dalla sposa che, inizialmente entusiasta all'idea delle nozze, all'arrivo a Pavia s'era fatta improvvisamente schiva e silenziosa; "mezza persa" la definisce Giacomo Trotti. Beatrice non provava alcuna attrazione verso il trentottenne marito e si ribellava a ogni suo tentativo di possederla. Ludovico, come spiegò alla suocera, non voleva forzarla per non farle dispiacere e preferiva attendere con pazienza che fosse disposta a concedersi spontaneamente. Inizialmente comprensivi verso la timidezza della figlia, sperando infatti che la situazione si sarebbe risolta nel giro di pochi giorni, i duchi di Ferrara iniziarono a fare pressioni sui coniugi quando videro che dopo alcune settimane il matrimonio risultava ancora in bianco. Sebbene l'inadempimento fosse tenuto strettamente segreto (all'infuori degli sposi, solo i duchi di Ferrara, l'ambasciatore Trotti e Galeazzo Sanseverino ne erano al corrente), comunque la situazione era rischiosa, poiché senza consumazione il matrimonio era invalido e passibile in ogni momento di annullamento.
Giacomo Trotti ascoltava le confidenza del Moro, che lo teneva aggiornato dei progressi fatti in letto con Beatrice, e riferiva poi il tutto al duca Ercole. Proprio da questa corrispondenza veniamo a sapere che Ludovico aveva optato per una strategia seduttiva: blandiva la moglie con baci e carezze, cui aggiungeva ricchissimi doni quotidiani, e dormiva abbracciato con lei per tutta la notte, ma ancora a metà febbraio non era riuscito a concludere nulla: se ne lamentava col Trotti, dicendo di avere intenzione di recarsi da Cecilia e di trascorrere tutta la notte con lei in piacere, «poiché sua molgere [moglie] cussì voleva, per non volere stare ferma», e che quando andava nel suo letto ella "mostrava non il sentire, fingendo de dormire, dicendome che la sta salvaticha et vergognosa pure al sollito". L'ambasciatore a sua volta rimproverava Beatrice della sua frigidità e la invitava a mettere «da canto tanta vergogna», poiché «gli homini vogliono essere ben veduti et acarezati, come è giusto et honesto, da le mogliere», ma senza troppo successo, in quanto ella gli si mostrava «un poco selvaggetta».
La vera e propria consumazione avvenne, parrebbe, nel marzo-aprile, quando le lettere di lamentele del Trotti si trasformarono in elogi rivolti dal Moro alla moglie. Adesso egli dichiarava di non pensare più a Cecilia, ma solo a Beatrice, «a la quale el vole tutto il suo bene, et de epsa piglia gran piacere per li suoi costumi et bone maniere», lodandola perché «la era lieta de natura [...] et molto piacevolina et non mancho modesta». Ludovico giurava e spergiurava di non aver toccato più Cecilia dal secondo giorno di Carnevale, poiché era ormai troppo in là con la gravidanza («essendo grossa come l'è»), e di non avere intenzione di toccarla mai più neppure dopo che avesse partorito. Così, dopo la nascita del figlioletto Cesare, avvenuta il 3 maggio 1491, Cecilia fu allontanata dalla corte da Ludovico, che le predispose un nuovo appartamento sempre in città, donandole il palazzo che aveva confiscato a Pietro dal Verme. È possibile che l'allontanamento di Cecilia non fosse immediato, ma che rimanesse nel Castello Sforzesco almeno fino all'anno successivo al parto.
Non sembra, comunque, che Beatrice fosse particolarmente gelosa di Cecilia, anzi la sua presenza le fece comodo, inizialmente, per deviare da sé i desideri del marito. Isabella d'Aragona, sua cugina, dichiarava di dolersi molto di più della presenza di Cecilia che non la stessa Beatrice. Stando infatti alla sua testimonianza - mediata dalle lettere del Trotti - Beatrice dichiarava di essere perfettamente a conoscenza della relazione extra-coniugale del marito, ma di fare finta di nulla: "La duchessa de Milano [Isabella] dixe [che] a lei molto più doleva de la Cecilia, che non a la duchessa de Bari [Beatrice], la quale saveva e intendeva il tutto, e le haveva dicto che fingeva non savere cosa alcuna, come se niente fosse, ma che non era sì ignorante e grossa [stupida] che non savesse e intendesse ogni cosa". Quando Ludovico le comunicò, con molta delicatezza, la nascita di Cesare, Beatrice se ne mostrò contenta. L'unica scenata di gelosia che gli fece fu relativa non alla sfera sessuale, bensì a quella degli onori di corte: quando scoprì che il marito aveva fatto confezionare un abito uguale per lei e per l'amante, si adirò tantissimo e pretese che Cecilia non lo indossasse. Ciò avrebbe infatti significato porre entrambe le donne sul medesimo livello, sebbene Ludovico giurasse che la stoffa dell'abito della moglie fosse ben più preziosa rispetto a quella dell'abito donato a Cecilia.
Egli tuttavia non riuscì a mantenere la promessa fatta alla moglie, o meglio la mantenne non per propria volontà: nel giugno 1491 il solito Trotti informa il duca Ercole di una confessione fattagli dal Moro, il quale non aveva resistito, in assenza della moglie, alla tentazione di fare una scappata di cinque giorni a Milano con la precisa intenzione di sollazzarsi con Cecilia. Il piano non era andato a buon fine - almeno a detta del Moro - solo per la decisa opposizione della donna, perché sebbene Ludovico "seria stato in ordene [prontissimo], da valenthomo", non c'era stato verso di persuadervi Cecilia, che non aveva voluto acconsentire per nessuna ragione a concedersi. La serenità di Beatrice comunque non durò molto, poiché nel giro di pochi anni un'altra donna finì tra le braccia del marito: Lucrezia Crivelli.

### Matrimonio e vita intellettuale

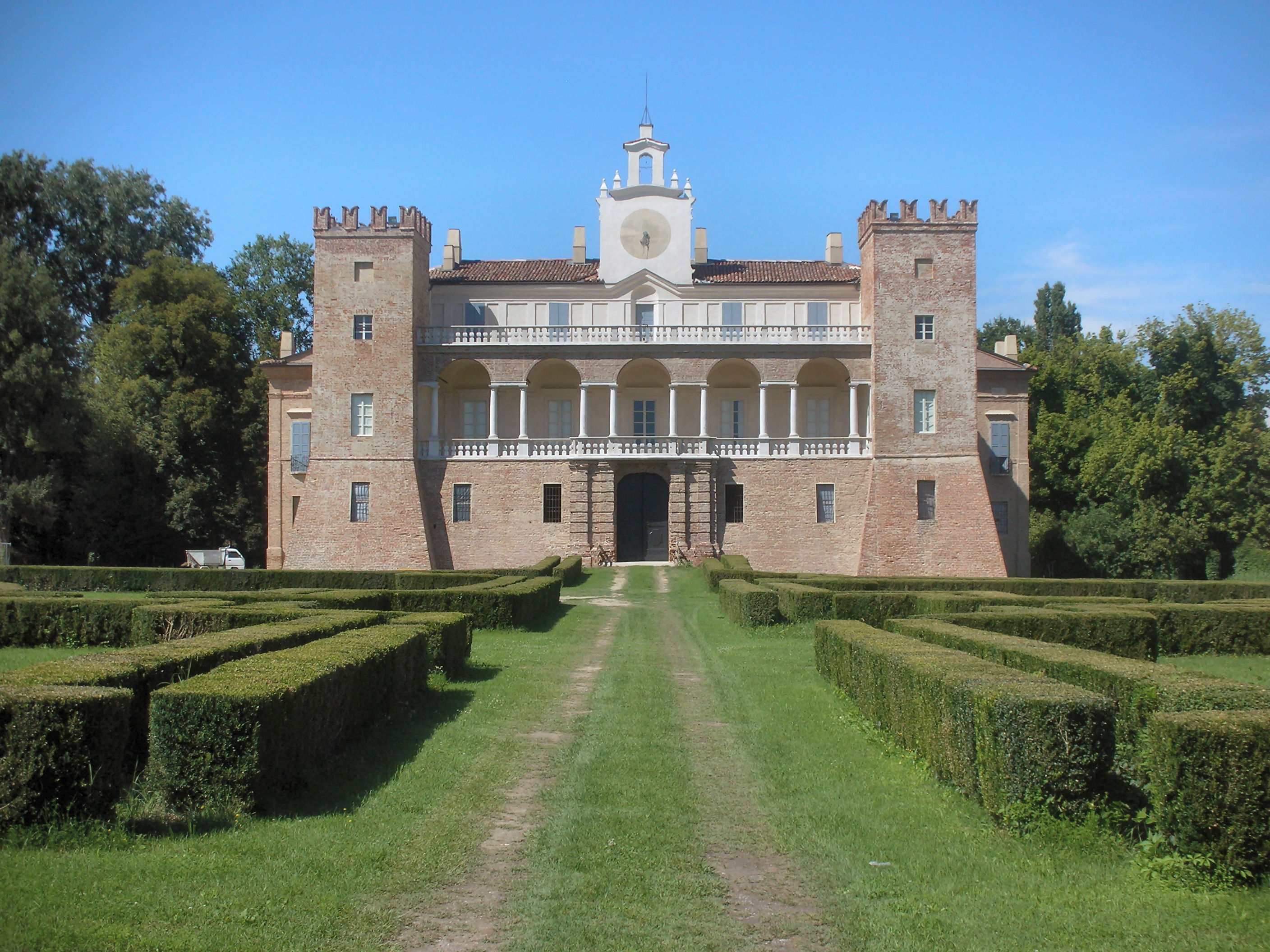
La cosiddetta Villa Medici del Vascello a San Giovanni in Croce, un tempo residenza di Cecilia Gallerani e del marito

Cecilia, sia alla nascita del figlio sia quando era ormai stata allontanata dalla corte sforzesca, ricevette in cambio la donazione di diversi immobili e beni. Ad esempio, il 18 maggio 1491, poco tempo dopo il parto, ricevette in dono dal Moro il feudo di Saronno, nel territorio di Varese. Questo territorio le verrà successivamente confiscato alla caduta del Moro, nel 1499, passando poi al nobile milanese Giovanni Stefano Castiglioni, che sia nel 1508 e sia nel 1513 le dovette devolvere una somma pecuniaria a titolo di risarcimento.
Al 1492 risalgono le sue nozze con il conte Ludovico Carminati di Brembilla, anche noto come Ludovico Bergamini, feudatario di San Giovanni in Croce. Il Calmeta lo descrive come un "giovane bello e ricco, con tanta dote e con tanti presenti che a qual si voglia gran baronessa sariano bastati", lodando in ciò la generosità del Moro, che aveva voluto in questo modo "dar parte di ricompensa a Cecilia della persa virginità".
Ludovico Carminati era figlio del condottiero Giovan Pietro Carminati di Brembilla, detto "il Bergamino", e nipote di Venturino Carminati di Brembilla, anch'egli detto "il Bergamino", ed apparteneva ad una delle più note famiglie della Val Brembilla; i Carminati, a seguito delle rivolte contro Venezia, il 19 gennaio 1443 avevano dovuto abbandonare la propria valle, come fecero tutti i brembillesi, e trasferirsi a Milano. Il marito le venne procurato proprio dal Moro, che nutriva una profonda fiducia verso il padre di quest'ultimo, Giovan Pietro, poiché servi con le armi gli Sforza e il Ducato per tutta la sua vita.
Dopo il matrimonio, Cecilia andò a vivere con il marito a Palazzo Carmagnola, un edificio che il Moro aveva in verità donato a suo figlio Cesare. Il palazzo venne confiscato il 17 ottobre 1485 dal Moro alla morte senza eredi legittimi del suo proprietario, Pietro II Dal Verme, che l'aveva in precedenza ereditato dalla madre Luchina Bussone, figlia di Francesco Bussone, detto "il Carmagnola". Altra dimora della Gallerani fu la residenza del marito, l'attuale Villa Medici del Vascello in San Giovanni in Croce, nel territorio di Cremona, della cui contea il marito era feudatario.
Benché il matrimonio fosse stato di comodo, esso generò comunque numerosi figli. Una lettera di Ludovico Carminati, conservata nell'archivio Gonzaga di Mantova e definita pornografica da Alessandro Luzio, narra delle imprese erotiche dei due coniugi, tanto imbruttiti dagli stravizi da non potersi reggere più in piedi.
Cecilia, inoltre, era amante della letteratura e iniziò a frequentare vari poeti e intellettuali, come Bernardo Bellincioni, Matteo Bandello e Gian Giorgio Trissino. In particolare, il Bellincioni, ch'era un poeta fiorentino trasferitosi a Milano dal 1485, scrisse per lei vari sonetti celebrativi. E fu proprio grazie al contatto con questi eruditi che la Gallerani iniziò a diventare esperta in latino e a scrivere in versi dei suoi propri componimenti, creando anche una sua piccola corte a Palazzo Carmagnola; quest'ultimo divenne uno dei primi circoli letterari della storia e qui nascerà la moda della conversazione e dei giochi di società. Anche nella dimora del marito Cecilia tenne numerosi incontri con artisti, poeti e letterati, trasformando la villa in un luogo ospitale, aperto a personalità di alta levatura culturale. Nel Palazzo Carmagnola, il 14 settembre 1496, la Gallerani accolse anche gli ambasciatori di Venezia a Milano.
Vincenzo Calmeta, nel paragonarla a Giulia Farnese, sostiene che sia maggiormente da lodare Cecilia perché, sebbene entrambe furono vendute dai parenti ad amanti ricchi e potenti, quest'ultima fu quella che osservò maggiormente la fede matrimoniale, con continenza e serietà:
(Vincenzo Calmeta, Cecilia Gallerani e Giulia Farnese.)

### Amicizia con Isabella d'Este e caduta del Moro

Ritratto di Isabella d'Este, opera di Tiziano Vecellio, 1535 (Kunsthistorisches Museum, Vienna, Austria)

Cecilia fu anche in buoni rapporti e in contatto epistolare con Isabella d'Este, marchesa consorte di Mantova come sposa di Francesco II Gonzaga.
Il 26 aprile 1498, Isabella scrisse a Cecilia una lettera, nella quale le chiese di poter vedere personalmente il dipinto realizzatole da Leonardo, perché voleva fare un confronto stilistico con alcuni quadri di Giovanni Bellini di sua proprietà. La Gallerani le rispose tre giorni dopo, il 29 aprile, dicendole che avrebbe provveduto immediatamente, ma avvisandola che quel ritratto non le assomigliava più poiché riferibile alla sua giovinezza. Dopo la breve trasferta del dipinto a Mantova, questo ritornò nelle mani della Gallerani, come fa presupporre una lettera datata al 18 maggio e inviata da quest'ultima alla marchesa.
Ma i rapporti tra Cecilia e Isabella continuarono anche in seguito alla vicenda del dipinto. Infatti, nel 1499 il Moro venne sconfitto e deposto dai Francesi di re Luigi XII. Costretti alla fuga da Milano, dopo aver subito anche la confisca dei beni, Cecilia e il marito trovarono protezione e asilo proprio dalla marchesa Isabella e fu sempre grazie a lei che i coniugi riuscirono a tornare in possesso dei propri beni una volta rientrati successivamente in patria.
Dopo la sconfitta, il 17 aprile 1500 il Moro venne prelevato dal castello di Novara e tradotto in Francia, dove rimase prigioniero fino alla morte, avvenuta il 17 maggio 1508 a Loches. Invece, anche durante il periodo francese, Cecilia continuò a vivere serenamente e a frequentare poeti e letterati, presumibilmente fino alla sua stessa morte.
Isabella d'Este ospitò a Mantova Cecilia Gallerani, che nel 1503 fu madrina al battesimo di Isabella Sforza, figlia naturale riconosciuta di Giovanni Sforza, signore di Pesaro, espulso dalla città da Cesare Borgia.

### Morte e sepoltura

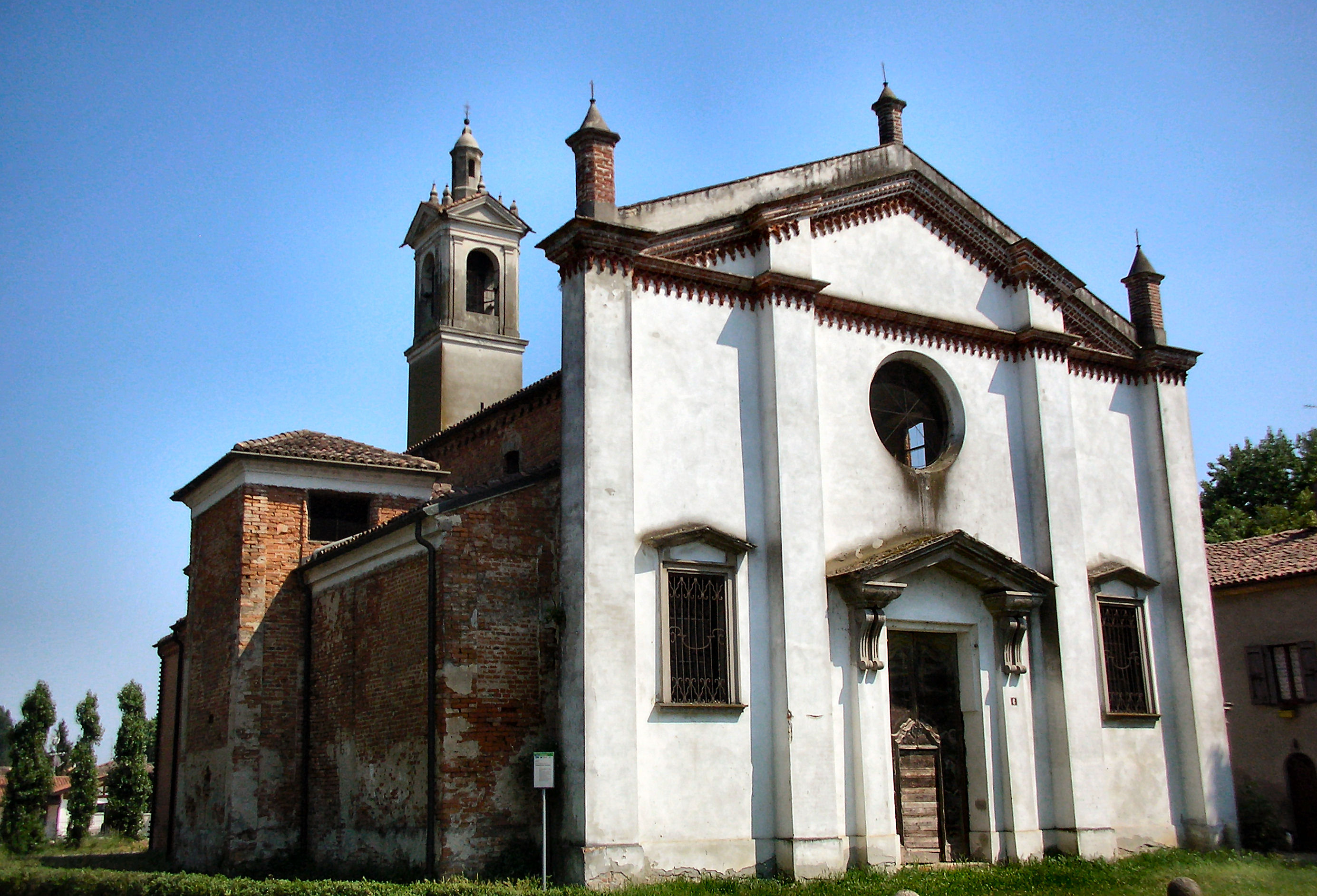
Chiesa di San Zavedro a San Giovanni in Croce, luogo di sepoltura di Cecilia Gallerani

A detta di Vincenzo Calmeta, Cecilia "nel processo del viver suo [...] visse con tanta maiestà e continenza che tutti gl'ingegni della sua età da sommo desiderio di conoscerla erano accesi".
Non si sa con certezza quando morì Cecilia Gallerani, ma lo storico Felice Calvi riporta nel suo Famiglie notabili milanesi (1874) che visse fino al 1536, quindi ad un'età compresa tra i 62 e i 63 anni. Dopo la morte, venne presumibilmente sepolta nella cappella della famiglia Carminati, all'interno dell'antica Chiesa di San Zavedro, presso San Giovanni in Croce.

## Cecilia Gallerani e laDama con l'ermellino

### Il dipinto di Leonardo

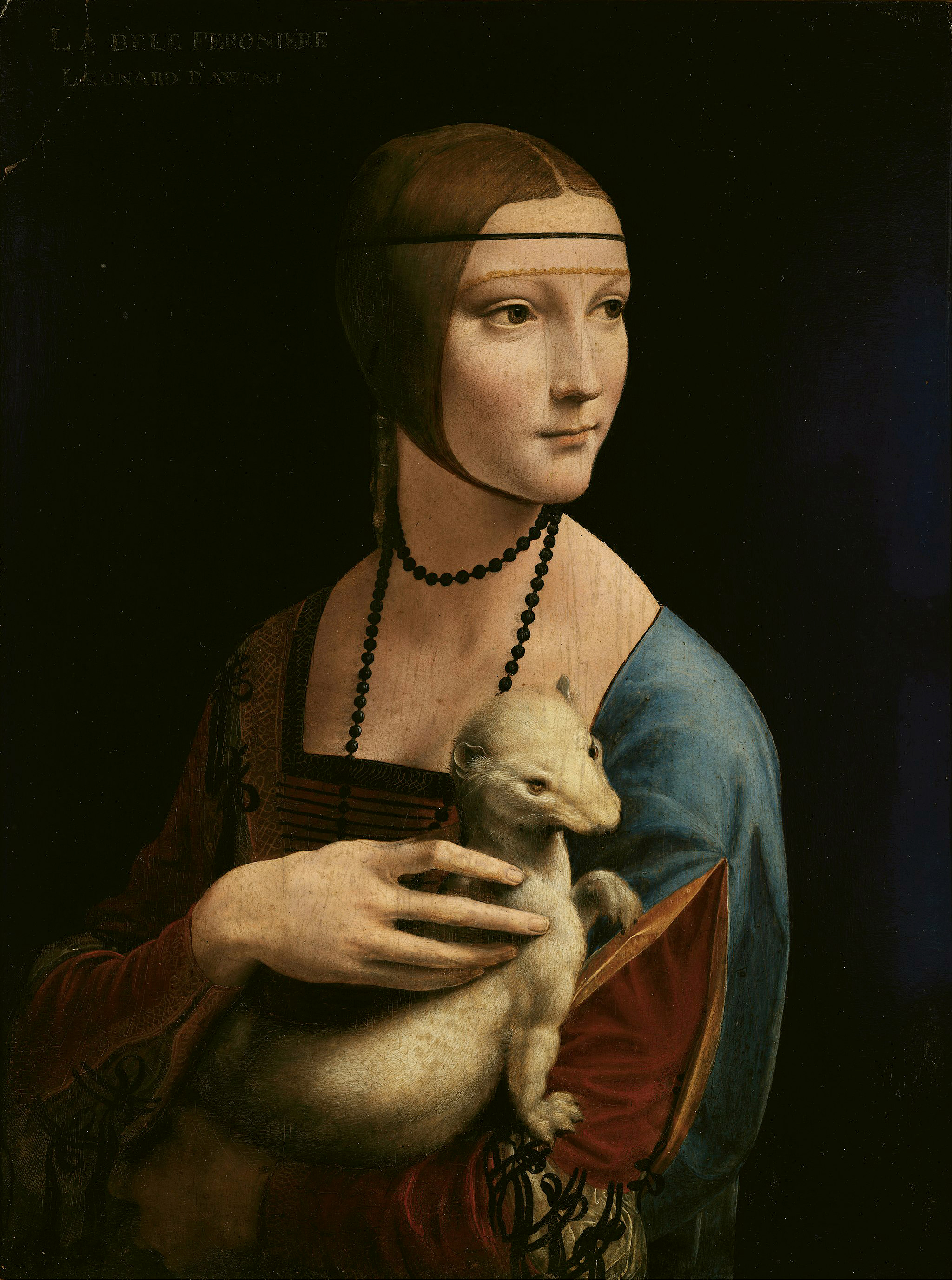
Dama con l'ermellino, opera di Leonardo da Vinci

È assolutamente certo che, durante il suo soggiorno a Milano dagli Sforza, l'artista Leonardo da Vinci eseguisse un ritratto giovanile di Cecilia Gallerani, al tempo già amante del Moro. Esempi che lo confermano sono il sonetto celebrativo del poeta Bernardo Bellincioni (morto nel 1492) e le due lettere del 1498 intercorse tra la Gallerani e Isabella d'Este, proprio in merito al dipinto.
Ad oggi questo dipinto è identificato con quello della Dama con l'ermellino, custodito nel Museo Czartoryski di Cracovia, in Polonia. La tesi, che vede in esso la raffigurazione della Gallerani, è sostenuta da vari dettagli. Innanzitutto è stato notato come la parola "ermellino" si dica nel greco antico galê (γαλῆ) o galéē (γαλέη), alludendo per assonanza al cognome Gallerani, secondo una tradizione tipica del passato sull'utilizzo di figure allegoriche e simboliche, che Leonardo già sperimentò in precedenza col Ritratto di Ginevra de' Benci, in cui il nome della dama richiama quello italiano della pianta di ginepro raffigurata alle sue spalle e nell'altra faccia della tavola.
Ancora, sempre tramite l'ermellino, simbolo di purezza e moderazione, si è trovato un collegamento tra l'animale e l'amante della Gallerani, Ludovico il Moro. Infatti, è stato notato come nel 1488 il Moro venne investito del titolo dell'Ordine dell'Ermellino dal re napoletano Ferdinando I d'Aragona; lo stesso Moro che venne chiamato dal Bellincioni ""l'italico Morel, bianco ermellino", in un suo sonetto.
Infine, ad aiutare l'identificazione vi è la datazione del dipinto, che secondo l'indagine stilistica si tratta di un'opera tra il 1488 e il 1490.

### Cecilia Gallerani in altre opere d'arte

#### Disegni di Leonardo
Nella ricerca di ricostruire le fattezze di Cecilia Gallerani, altre due opere di Leonardo potrebbero aiutare nell'operazione.
Una di esse è il cosiddetto Volto di fanciulla. L'opera, così come affermato dal sito ufficiale dei Musei Reali di Torino, che gestiscono anche la torinese Biblioteca Reale nella quale è custodito il disegno, è un tipico esempio degli esperimenti di Leonardo sul tema del cosiddetto "ritratto di spalla", ovvero riprendendo la figura in movimento da vari punti di vista, con il volto rivolto verso l'osservatore e la veduta di schiena. La fanciulla rappresentata è stata identificata con Cecilia Gallerani, sebbene per analogie stilistiche e per datazione è ad oggi più probabile la tesi che vede qui uno studio preparatorio per l'Angelo della Vergine delle Rocce (prima versione a Parigi e seconda versione a Londra).
L'altra opera, invece, è il cosiddetto Profilo di donna, oggi parte della Royal Collection nel Regno Unito. Si tratta del disegno di una donna, ritratta di profilo dalla testa alle spalle, girata verso destra. Talvolta la donna del disegno, per ragioni stilistiche e di datazione, è stata identicata con Cecilia Gallerani, sebbene lo stesso sito ufficiale oggi afferma che, probabilmente, l'opera non venne eseguita come preparazione per un dipinto, ma come opera finita a sé per la soddisfazione personale di Leonardo.

#### Madonna della Misericordia
Un possibile ritratto di una Cecilia Gallerani ormai adulta e sposata è stato ipotizzato essere presente in una pala d'altare della Chiesa parrocchiale di San Giovanni Battista in San Giovanni in Croce, attribuita alla mano di Galeazzo Campi (o a quella di Tommaso Aleni, detto "il Fadino", come invece ritiene lo storico dell'arte Marco Tanzi). La tavola in questione è parte di un polittico ed ha come soggetto una Madonna della Misericordia, una tipica rappresentazione artistico-religiosa della Vergine Maria, con ai lati una serie di figure inginocchiate in preghiera e una di esse è stata ipotizzata essere la Gallerani. L'ipotesi è stata avanzata dallo storico e professore locale William Ottolini, già insegnante di educazione artistica e marito dell'ex assessore alla cultura Giuliana Bini, e queste tesi sono state anche pubblicate su un'intera pagina dedicata sul Corriere della Sera.
Infatti, la pala è proveniente con certezza dalla Chiesa di San Zavedro, dove si trovava la familiare Cappella Carminati e dove vennero presumibilmente sepolti anche Cecilia e il marito Ludovico Carminati di Brembilla. Tra i vari monaci e dame dipinti, figura in primo piano una donna vestita alla spagnola di verde, che potrebbe essere con probabilità la committente stessa dell'opera. La donna in questione è straordinariamente somigliante a quella della Dama con l'ermellino dipinta da Leonardo, e nel caso fosse davvero Cecilia Gallerani si potrebbero conoscere anche le sue fattezze come donna ormai quarantenne. Ma a questa ipotesi si sono susseguite anche opposizioni, che vedono in essa una completa bufala senza fondamento.

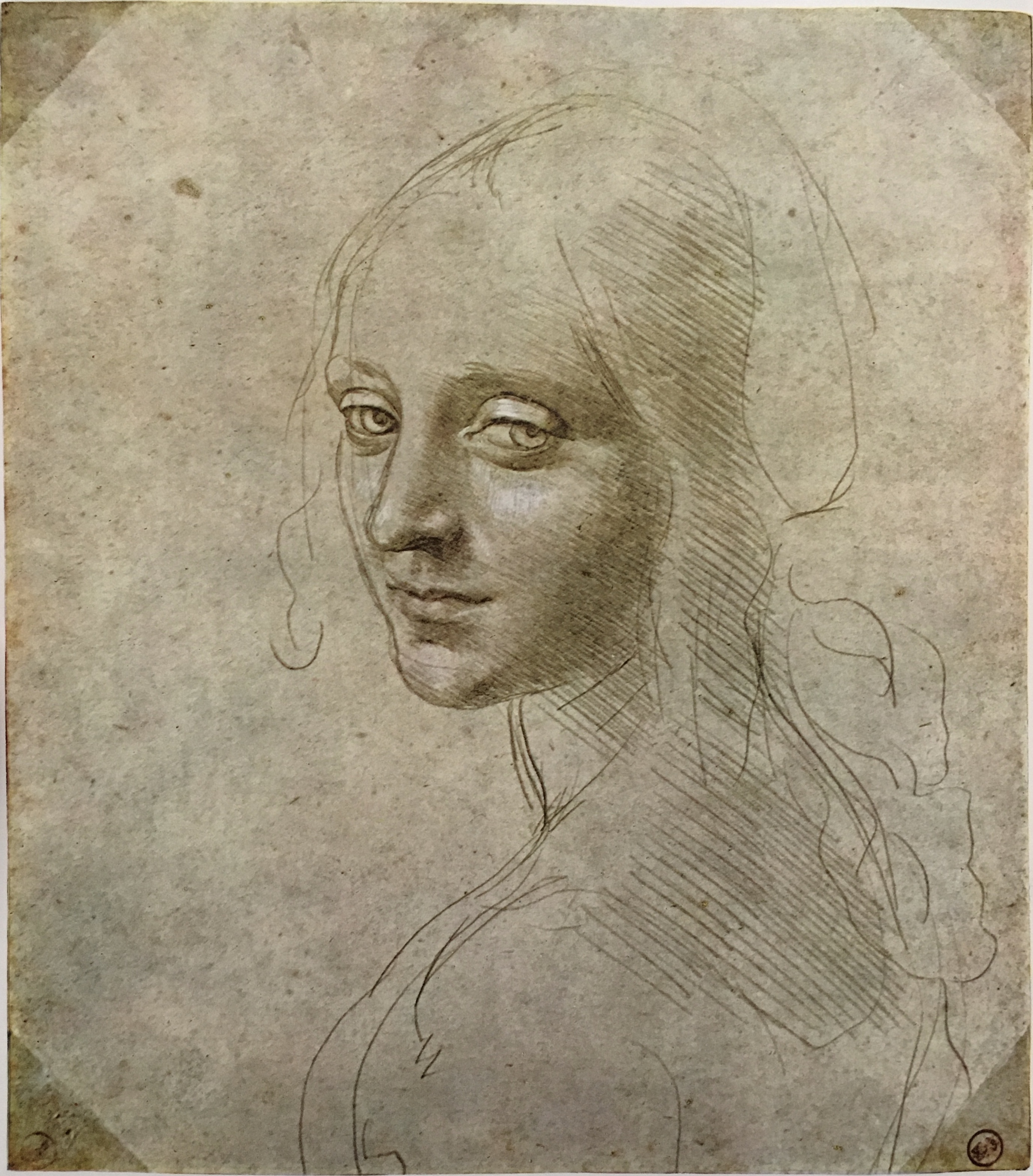
Volto di fanciulla, disegno di Leonardo da Vinci, punta di metallo e biacca su carta preparata, 18.2×16 cm, 1478-1485 circa, inv. no. D.C. 15572 recto (Biblioteca Reale di Torino)
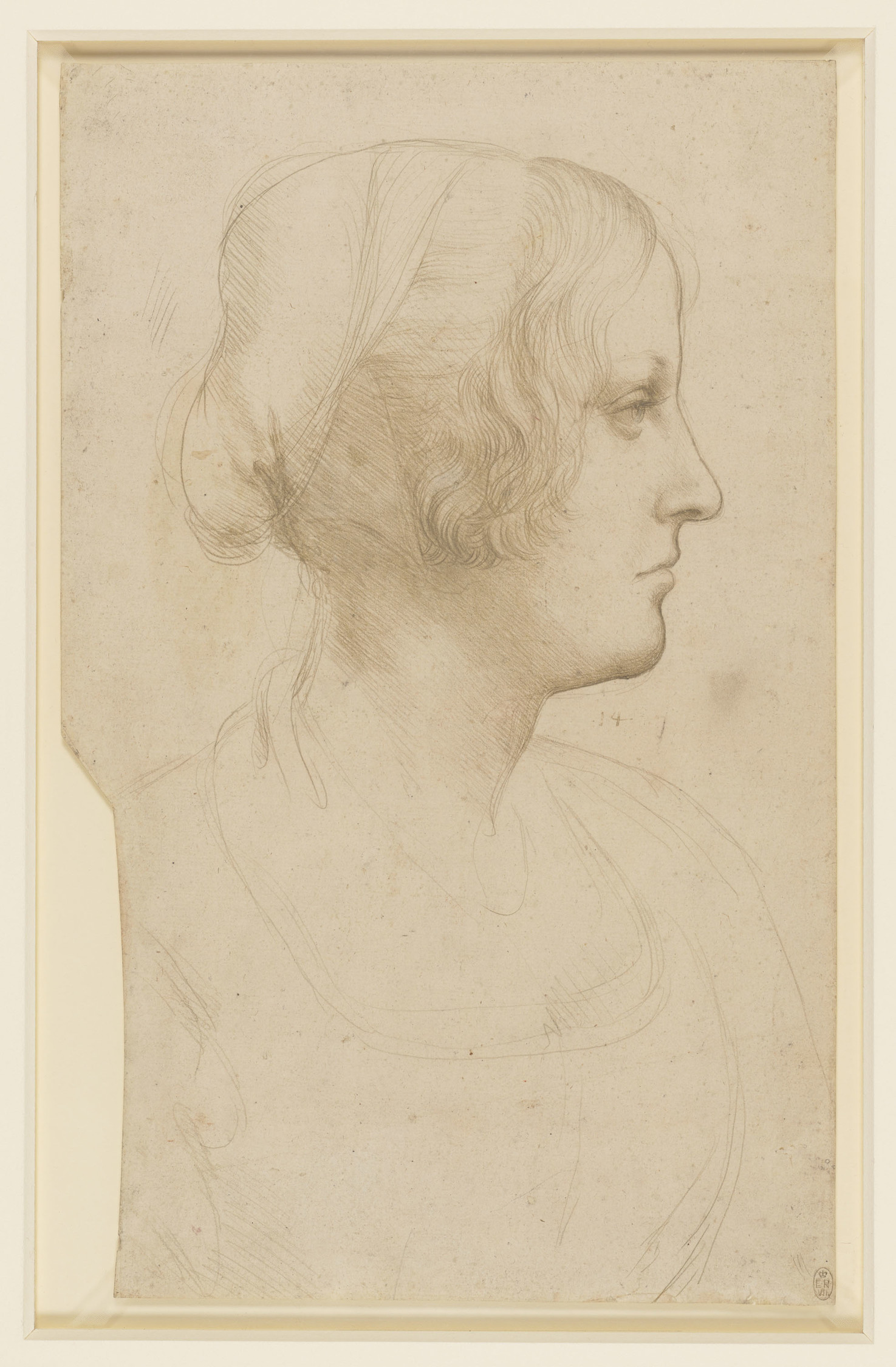
Profilo di donna, disegno di Leonardo da Vinci, punta di metallo su carta preparata color crema, 32×20 cm, 1485-1490 circa, inv. no. RCIN 912505 (Royal Collection, Regno Unito)
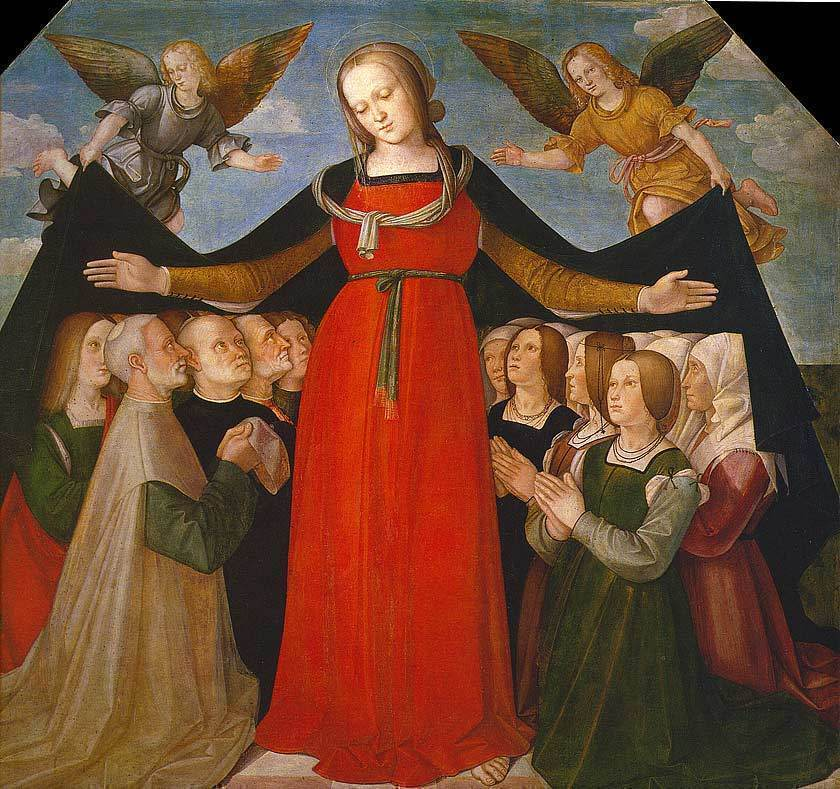
Madonna della Misericordia (Chiesa parrocchiale di San Giovanni Battista in San Giovanni in Croce)

## Omaggi e cultura di massa

### Omaggi poetici e letterari

#### Bernardo Bellincioni
Qui di seguito sono riportati quattro sonetti selezionati dalle Rime del poeta Bernardo Bellincioni. Essi vennero tutti composti prima del 12 settembre 1492 (anno della morte) e hanno per argomento il ritratto dipinto da Leonardo da Vinci per Cecilia Gallerani (il sonetto XLV) e la nascita del di lei figlio Cesare Sforza (i sonetti XIX, XIX e LXVII). Questi sonetti vennero pubblicati nelle Rime per la prima volta per l'edizione del 1493 curata da Francesco Tanci, poi un'altra edizione basata su quest'ultima venne ripubblicata nel 1876 a cura di Pietro Fanfani ed edita da Gaetano Romagnoli.

##### Sonetto per il dipinto di Leonardo
(Bernardo Bellincioni, Sonetto XLV. Sopra il ritratto di madonna Cecilia, qual fece Leonardo)

##### Sonetti per la nascita di Cesare Sforza
(Bernardo Bellincioni, Sonetto XIX. Al signor Lodovico di Paulo Jeronimo del Fiesco, in dialogo, pe il nascimento del signor Cesare)
(Bernardo Bellincioni, Sonetto XX. Del Belincione per risposta all'antecedente per le rime)
(Bernardo Bellincioni, Sonetto LXVII. Della nativitate del signor Cesare)

#### Matteo Bandello
Il poeta Matteo Bandello ha dedicato a Cecilia Gallerani la Novella XXII della Prima parte (1554). Inoltre, in un'altra delle sue Novelle, inizia col riportare come fosse veritiero l'antico detto che afferma che «la troppa familiarità partorisce disprezzamento» e proprio riguardo a questo argomento racconta che «si parlava di questa materia in casa de la gentilissima e dotta signora Cecilia Gallerana contessa Bergamina e varie cose si dicevano, quando messer Gian Angelo Vismaro, che là si trovò in compagnia di molti gentiluomini, [...] narrò ciò che una volta fece il capitano Biagino Crivello». Il racconto prosegue con la trascrizione che il Bandello fece dell'aneddoto del Vismaro, che costituisce la Novella XXVI della Parte III.

### Altri tipi di omaggi
- Nel 2002, il comune di San Giovanni in Croce le ha intitolato il teatro cittadino in stile Liberty, che oggi porta il nome di Teatro Comunale "Cecilia Gallerani".[31]

### Romanzi
- La dama e il Moro, di Carlo Maria Lomartire (2023).[32]

## Discendenza

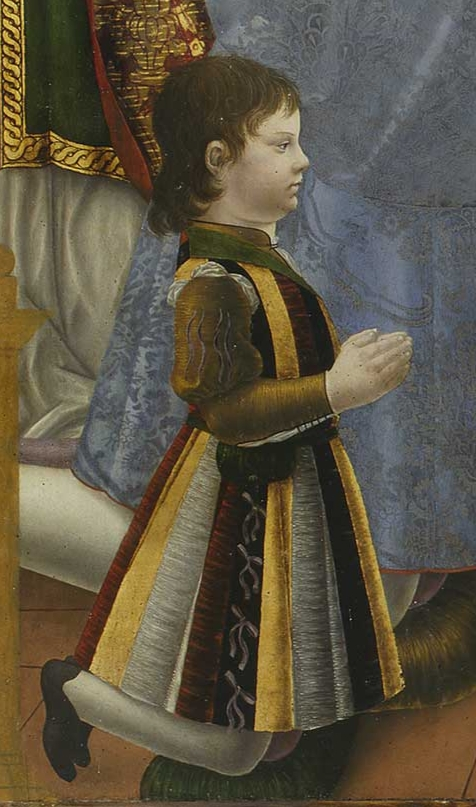
Dettaglio della Pala Sforzesca (Pinacoteca di Brera) con la raffigurazione del bambino inginocchiato in preghiera alla destra del duca Ludovico Sforza, detto "il Moro": la rappresentazione di questo bambino è stata spesso identificata come un presunto ritratto di Cesare Sforza, figlio di Cecilia Gallerani e del Moro, o altrimenti del primogenito legittimo Ercole Massimiliano.

Dalla relazione di Cecilia Gallerani con l'amante, il duca Ludovico Sforza, detto "il Moro", nacque un figlio:
- Cesare Sforza (nato il 3 maggio 1491).

Invece, dall'unione matrimoniale di Cecilia col conte Ludovico Carminati di Brembilla, sposato nel 1492, nacquero i seguenti figli:
- Giovan Pietro, successore del padre come conte di San Giovanni in Croce. Sposò Bona Monastirolo, figlia di Lucrezia Crivelli e del suo primo marito Giovanni Andrea da Monastirolo;[33]
- Girolamo;[21]
- Francesco, sposò nel 1534 Isabella Sforza (1503-1561), figlia naturale di Giovanni Sforza, signore di Pesaro e Gradara[34] e in seconde nozze Lodovica Secco;[35]
- Ascanio;[21]
- Maria Felice, sposata con Anchise Visconti d'Aragona,[36] signore di Oleggio Castello.

## Ascendenza
|                   |               |   | Genitori |  |  | Nonni             |  |  | Bisnonni             |  |
|                   |               |   |          |  |  | Sigerio Gallerani |  |  | Bartolomeo Gallerani |  |
|                   |               |   |          |  |  | Sigerio Gallerani |  |  | Bartolomeo Gallerani |  |
|                   |               |   |          |  |  | Sigerio Gallerani |  |  |                      |  |
| Fazio Gallerani   |               |   |          |  |  | Sigerio Gallerani |  |  |                      |  |
|                   |               |   | …        |  |  |                   |  |  |                      |  |
|                   |               |   |          |  |  |                   |  |  |                      |  |
|                   |               | … |          |  |  |                   |  |  |                      |  |
| Cecilia Gallerani |               |   |          |  |  |                   |  |  |                      |  |
|                   | Lorenzo Busti | … |          |  |  |                   |  |  |                      |  |
|                   | Lorenzo Busti | … |          |  |  |                   |  |  |                      |  |
|                   | Lorenzo Busti | … |          |  |  |                   |  |  |                      |  |
| Margherita Busti  | Lorenzo Busti |   |          |  |  |                   |  |  |                      |  |
|                   |               |   | …        |  |  |                   |  |  |                      |  |
|                   |               |   |          |  |  |                   |  |  |                      |  |
|                   |               | … |          |  |  |                   |  |  |                      |  |
|                   |               |   |          |  |  |                   |  |  |                      |  |